# Deanshanger
Deanshanger is een civil parish in het bestuurlijke gebied South Northamptonshire, in het Engelse graafschap Northamptonshire met 3817 inwoners.